# Thaumasia Fossae
Thaumasia Fossae és una estructura geològica del tipus fossa a la superfície de Mart, situada amb el sistema de coordenades planetocèntriques a -40.66 ° de latitud N i 280.6 ° de longitud E. Fa 996.18 km de diàmetre. El nom va ser fet oficial per la UAI l'any 1973 i pren el nom d'una característica d'albedo.